# Talataye
Talataye is een gemeente (commune) in de regio Gao in Mali. De gemeente telt 14.000 inwoners (2009).